# Kharsarai
Kharsarai là một thị trấn thống kê (census town) của quận Hugli thuộc bang Tây Bengal, Ấn Độ.

## Nhân khẩu
Theo điều tra dân số năm 2001 của Ấn Độ, Kharsarai có dân số 5850 người. Phái nam chiếm 51% tổng số dân và phái nữ chiếm 49%. Kharsarai có tỷ lệ 67% biết đọc biết viết, cao hơn tỷ lệ trung bình toàn quốc là 59,5%: tỷ lệ cho phái nam là 73%, và tỷ lệ cho phái nữ là 62%. Tại Kharsarai, 11% dân số nhỏ hơn 6 tuổi.